# Acacia hippuroides
Acacia hippuroides är en ärtväxtart som beskrevs av George Bentham. Acacia hippuroides ingår i släktet akacior, och familjen ärtväxter. Inga underarter finns listade i Catalogue of Life.